# První vláda Ludwiga Erharda
První vláda Ludwiga Erharda byla vláda SRN v období Západního Německa. Působila od 17. října 1963, kdy byl Ludwig Erhard zvolen do funkce spolkového kancléře, jelikož jeho předchůdce Konrad Adenauer o dva dny dříve abdikoval. Své působení ukončila 26. října 1965. Tvořila ji koalice liberálně konzervativní křesťanskodemokratické CDU/CSU a liberální středo-pravicové FDP. O Erhartovi se jako o novém kancléři uvažovalo uvnitř CDU již od dubna.

## Seznam členů vlády

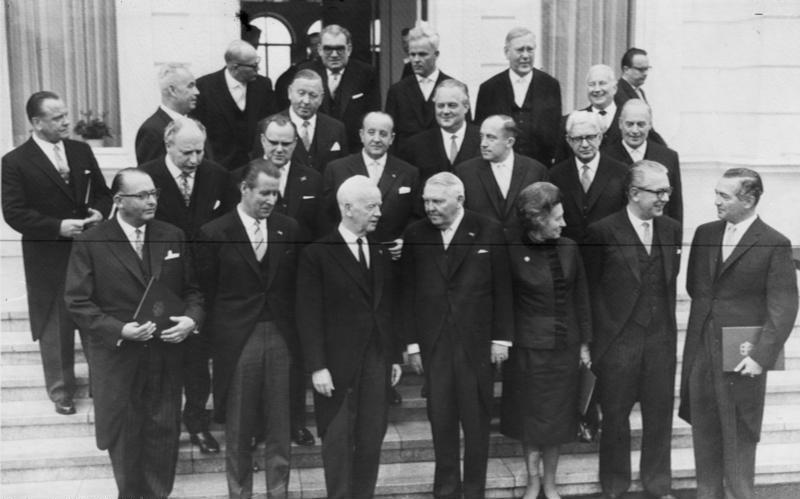
První Erhardův kabinet. V první řadě zleva: Dahlgrün, Schröder, spolkový prezident Lübke, Erhard, Schwarzhaupt, von Hassel, Mende; v druhé řadě zleva: Scheel, Stücklen, Höcherl, Dollinger, Krüger, Schwarz; ve třetí řadě zleva: Lücke, Heck, Niederalt, Schmücker, Seebohm; ve čtvrté řadě zleva: Blank, Lenz, Bucher, Krone.

| Portfej                                                                              | Ministr                            | Strana | Strana |
| ------------------------------------------------------------------------------------ | ---------------------------------- | ------ | ------ |
| Spolkový kancléř                                                                     | Ludwig Erhard                      |        | CDU    |
| Zástupce spolkového kancléře                                                         | Erich Mende                        |        | FDP    |
| Ministr zahraničních věcí                                                            | Gerhard Schröder                   |        | CDU    |
| Ministr vnitra                                                                       | Hermann Höcherl                    |        | CSU    |
| Ministr spravedlnosti                                                                | Ewald Bucher do 27. března 1965    |        | FDP    |
| Ministr spravedlnosti                                                                | Karl Weber od 1. dubna 1965        |        | CDU    |
| Ministr financí                                                                      | Rolf Dahlgrün                      |        | FDP    |
| Ministr hospodářství                                                                 | Kurt Schmücker                     |        | CDU    |
| Ministr výživy, zemědělství a lesů                                                   | Werner Schwarz                     |        | CDU    |
| Ministr práce a sociálních věcí                                                      | Theodor Blank                      |        | CDU    |
| Ministr obrany                                                                       | Kai-Uwe von Hassel                 |        | CDU    |
| Ministr dopravy                                                                      | Hans-Christoph Seebohm             |        | CDU    |
| Ministr pošt a spojů                                                                 | Richard Stücklen                   |        | CSU    |
| Ministr bytových záležitostí, výstavby měst a územního plánování                     | Paul Lücke                         |        | CDU    |
| Ministr pro odsunuté, uprchlíky a zasažené válkou                                    | Hans Krüger do 11. února 1964      |        | CDU    |
| Ministr pro odsunuté, uprchlíky a zasažené válkou                                    | Ernst Lemmer od 19. února 1964     |        | CDU    |
| Ministr pro celoněmeckou problematiku                                                | Erich Mende                        |        | FDP    |
| Ministr pro záležitosti Spolkové rady a zemí                                         | Alois Niederalt                    |        | CSU    |
| Ministr pro vědecký výzkum                                                           | Hans Lenz                          |        | FDP    |
| Ministr pro záležitosti rodiny a mládeže                                             | Bruno Heck                         |        | CDU    |
| Ministr pro hospodářský majetek                                                      | Werner Dollinger                   |        | CSU    |
| Ministr pro hospodářskou spolupráci                                                  | Walter Scheel                      |        | FDP    |
| Ministryně zdravotnictví                                                             | Elisabeth Schwarzhaupt             |        | CDU    |
| Ministr pro zvláštní úlohy od 13. července 1964 Ministr pro záležitosti obranné rady | Heinrich Krone                     |        | CDU    |
| Ministr pro zvláštní úlohy Ředitel úřadu spolkového kancléře                         | Ludger Westrick od 16. června 1964 |        | CDU    |